# False Point

False Point är en udde, hamn och fyr i distriktet Kendrapara, i Mahanadis delta, i Indien, under 20° 20' 10" nordlig bredd. Hamnen är näst Huglis den bästa på Indiens östkust. Sitt namn ("falsk udde") har den fått av att den ofta tas för det nordligare Point Palmyras.